# Spacelab

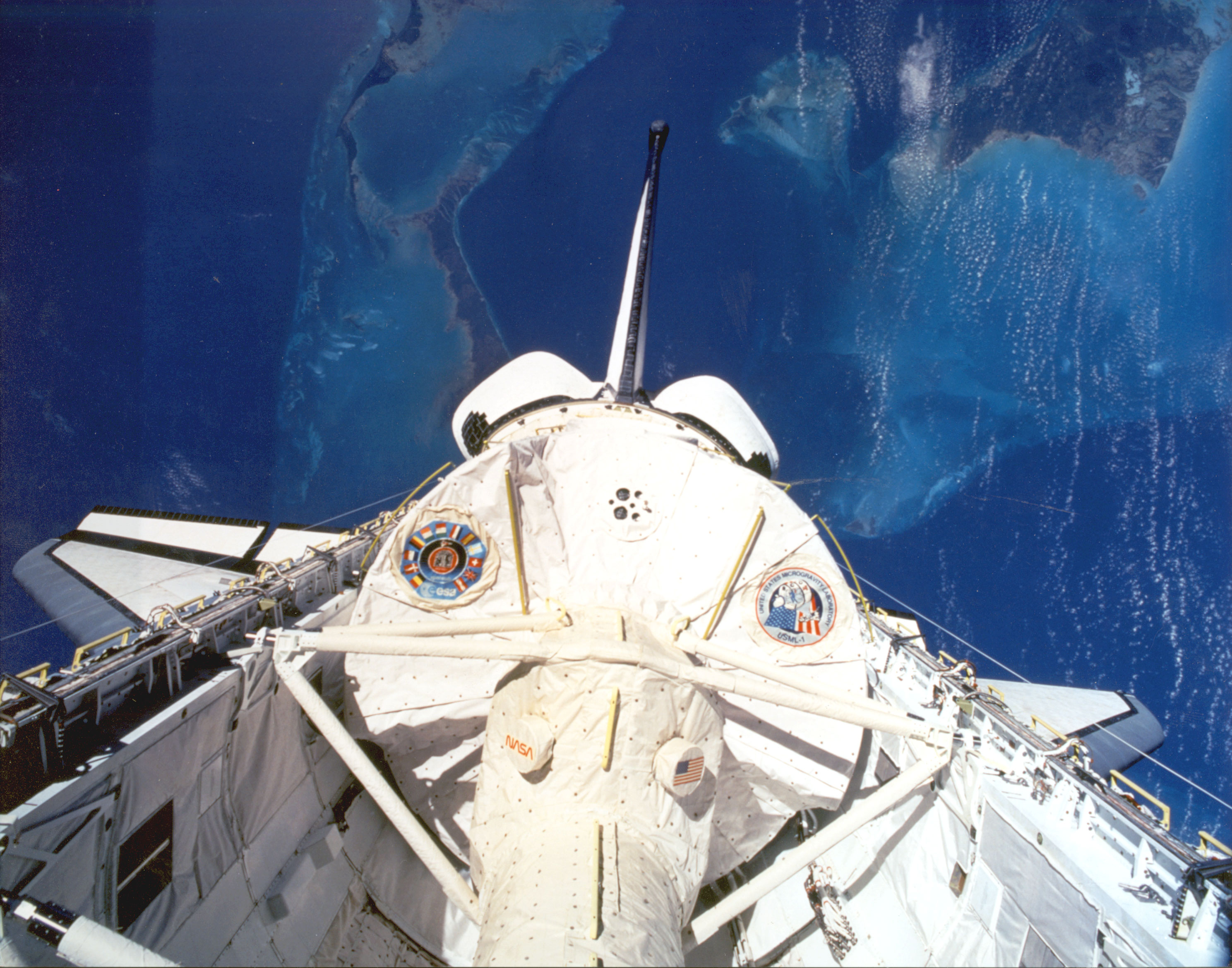
Shuttle Columbia under STS-50 med Spacelab modul LM1 och tunnel i lastrummet.

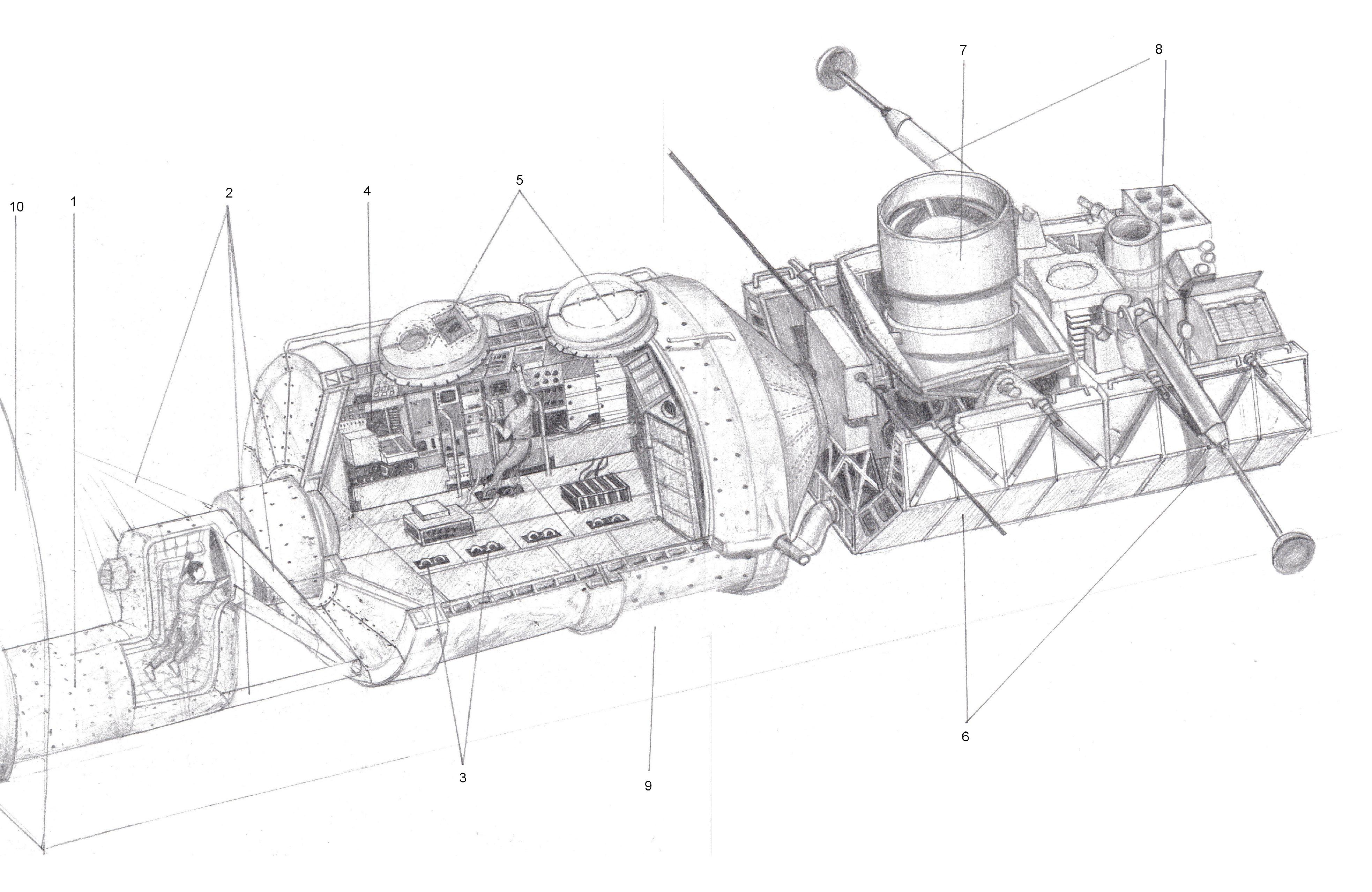
Tunnel, Trycksat modul och Pallet.

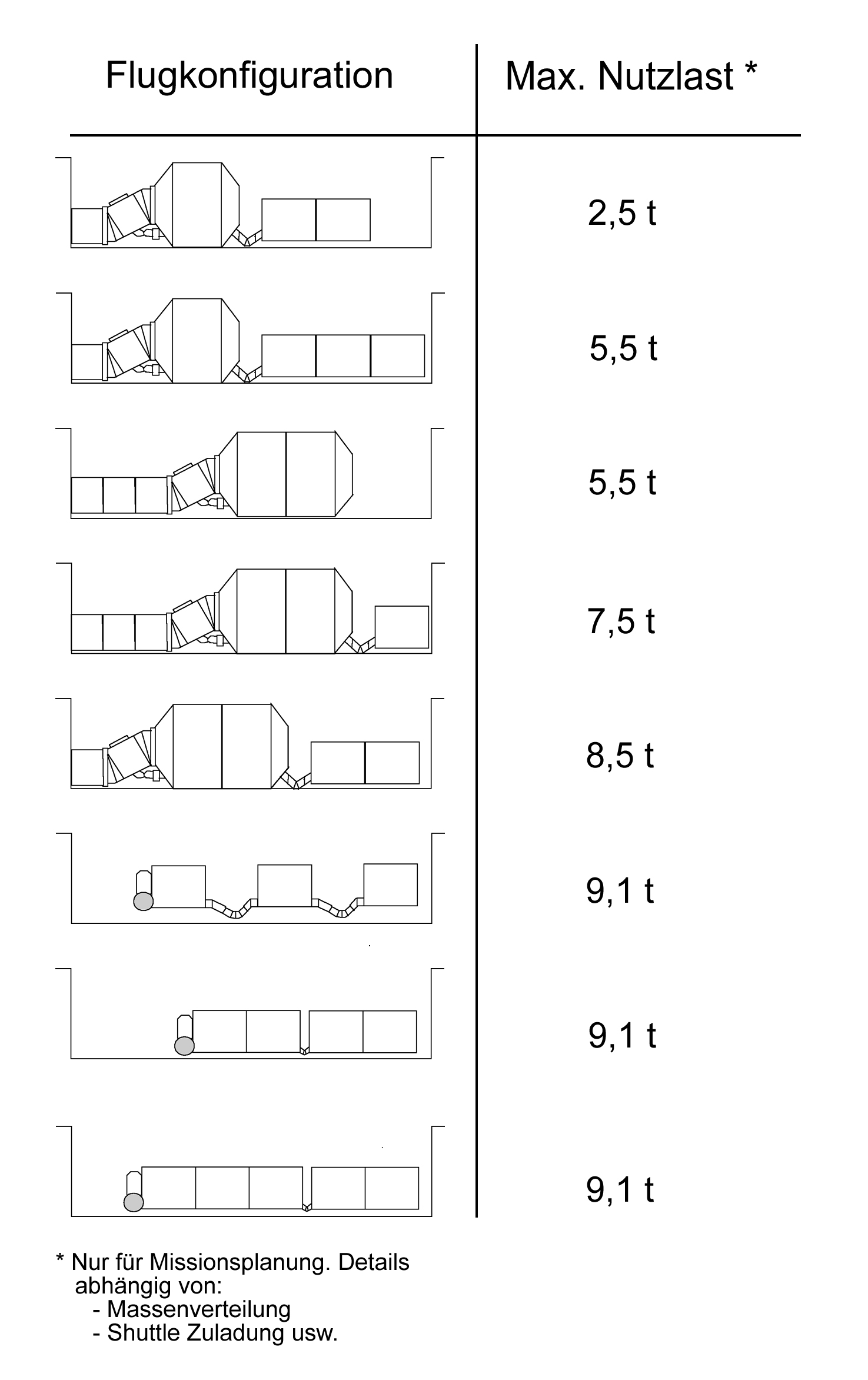
Olika monteringsalternativ

Spacelab var ett modulbaserat rymdlaboratorium som utvecklades av ESA. Det bestod av både trycksatta och trycklösa moduler som sattes i lastutrymmet på en rymdfärja (också kallad Space Shuttle eller orbiter). De trycksatta modulerna gav möjlighet att genomföra forskning i en miljö som liknade den på en rymdstation.
Avsikten med Spacelab var att få fram en forskningsmodul som liknade miljön på en rymdstation. Anledningen var att man inte ville bekosta driften av en rymdstation i omloppsbana runt jorden, som Skylab, och sedan docka med den. Spacelabs båda forskningsmoduler byggdes av ESA. Den första skänkte man till NASA i utbyte mot att låta europeiska astronauter vara med på olika rymdfärjeuppdrag för att kunna forska i mikrogravitationell miljö. Den andra modulen köpte NASA av ESA för att använda för sina egna ändamål. Den första Spacelab-modulen levererades till Kennedy Space Center 11 december 1981.
På lastpallarna kunde forskare placera experiment som de inte behövde direkt anslutning till utan kunde styra från rymdfärjans kabin. Lastpallarna byggdes av British Aerospace.

## Flygningar
Första gången delar av Spacelab-systemet sändes upp var 1981, då använde man sig endast av lastpallarna.
Första trycksatta Spacelab-modulen sändes upp 1983 ombord på Columbia i uppdraget STS-9.
Spacelab togs ur bruk 1998 för att man skulle lyfta över forskningen till den internationella rymdstationen ISS.
Lastpallarna kom även att användas när mindre delar skulle transporteras till ISS.
| Flygning      | Rymdfärja  | Uppskjutning      | Spacelab uppdrags namn | Trycksatt modul | Trycklös modul  |
| ------------- | ---------- | ----------------- | ---------------------- | --------------- | --------------- |
| STS-2         | Columbia   | 12 november 1981  | OSTA-1                 |                 | 1 Pallet        |
| STS-3         | Columbia   | 22 mars 1982      | OSS-1                  |                 | 1 Pallet        |
| STS-9         | Columbia   | 28 november 1983  | Spacelab 1             | LM1             | 1 Pallet        |
| STS-41-G      | Challenger | 5 oktober 1984    | OSTA-3                 |                 | Pallet          |
| STS-51-B      | Challenger | 29 april 1985     | Spacelab 3             | LM1             | MPESS           |
| STS-51-F      | Challenger | 29 juli 1985      | Spacelab 2             | Igloo           | 3 Pallets + IPS |
| STS-61-A (D1) | Challenger | 30 oktober 1985   | Spacelab D1            | LM2             | MPESS           |
| STS-35        | Columbia   | 2 december 1990   | ASTRO-1                | Igloo           | 2 Pallets + IPS |
| STS-40        | Columbia   | 5 juni 1991       | SLS-1                  | LM1             |                 |
| STS-42        | Discovery  | 22 januari 1992   | IML-1                  | LM2             |                 |
| STS-45        | Atlantis   | 24 mars 1992      | ATLAS-1                | Igloo           | 2 Pallets       |
| STS-50        | Columbia   | 25 juni 1992      | USML-1                 | LM1             | EDO             |
| STS-46        | Atlantis   | 31 juli 1992      |                        |                 | 1 Pallet        |
| STS-47 (J)    | Endeavour  | 12 september 1992 | Spacelab-J             | LM2             |                 |
| STS-56        | Discovery  | 8 april 1993      | ATLAS-2                | Igloo           | 1 Pallet        |
| STS-55 (D2)   | Columbia   | 26 april 1993     | Spacelab D2            | LM1             | USS             |
| STS-58        | Columbia   | 18 oktober 1993   | SLS-2                  | LM2             | EDO             |
| STS-59        | Endeavour  | 9 april 1994      | SRL-1                  |                 | 1 Pallet        |
| STS-65        | Columbia   | 8 juli 1994       | IML-2                  | LM1             | EDO             |
| STS-64        | Discovery  | 9 september 1994  | LITE                   |                 | 1 Pallet        |
| STS-68        | Endeavour  | 30 september 1994 | SRL-2                  |                 | 1 Pallet        |
| STS-66        | Atlantis   | 3 november 1994   | ATLAS-3                | Igloo           | 1 Pallet        |
| STS-67        | Endeavour  | 2 mars 1995       | ASTRO-2                | Igloo           | 2 Pallets + EDO |
| STS-71        | Atlantis   | 27 juni 1995      | Spacelab-Mir           | LM2             |                 |
| STS-73        | Columbia   | 20 oktober 1995   | USML-2                 | LM1             | EDO             |
| STS-75        | Columbia   | 22 februari 1996  |                        |                 | Pallet          |
| STS-78        | Columbia   | 20 juni 1996      | LMS                    | LM2             | EDO             |
| STS-82        | Discovery  | 21 februari 1997  |                        |                 | Pallet          |
| STS-83        | Columbia   | 4 april 1997      | MSL-1                  | LM1             | EDO             |
| STS-94        | Columbia   | 1 juli 1997       | MSL-1R                 | LM1             | EDO             |
| STS-90        | Columbia   | 17 april 1998     | Neurolab               | LM2             | EDO             |
| STS-99        | Endeavour  | 11 februari 2000  | SRTM                   |                 | Pallet          |

| Flygning | Rymdfärja | Uppskjutning    | Last   |
| -------- | --------- | --------------- | ------ |
| STS-92   | Discovery | 11 oktober 2000 | PMA-3  |
| STS-108  | Endeavour | 5 december 2001 | LMC    |
| STS-123  | Endeavour | 11 mars 2008    | Dextre |